# Striga latericea
Striga latericea är en snyltrotsväxtart som beskrevs av Wilhelm Vatke. Striga latericea ingår i släktet Striga och familjen snyltrotsväxter. Inga underarter finns listade i Catalogue of Life.